# Calamaria mecheli
Calamaria mecheli е вид змия от семейство Смокообразни (Colubridae).

## Разпространение
Видът е разпространен в Индонезия (Суматра).